# مردان‌سینا
مردان‌سینا یکی از اشراف ایرانی از خاندان مهران، پسر بهرام گشنسپ و برادر بهرام چوبین بود. برادرش برای مدتی شاه ساسانی را سرنگون کرده و در دوره کوتاهی در ۵۹۰ تا ۵۹۱ میلادی شاه کشور شد اما در پایان شکست خورد و کشته شد. مردان‌سینا پس از مرگ او، رهبری شورش را بر عهده گرفت و سپس نیز در شورش ویستهم (۵۹۱ تا ۵۹۶ یا ۵۹۴/۵ تا ۶۰۰) نقش ایفا کرد.